# Direito de Portugal

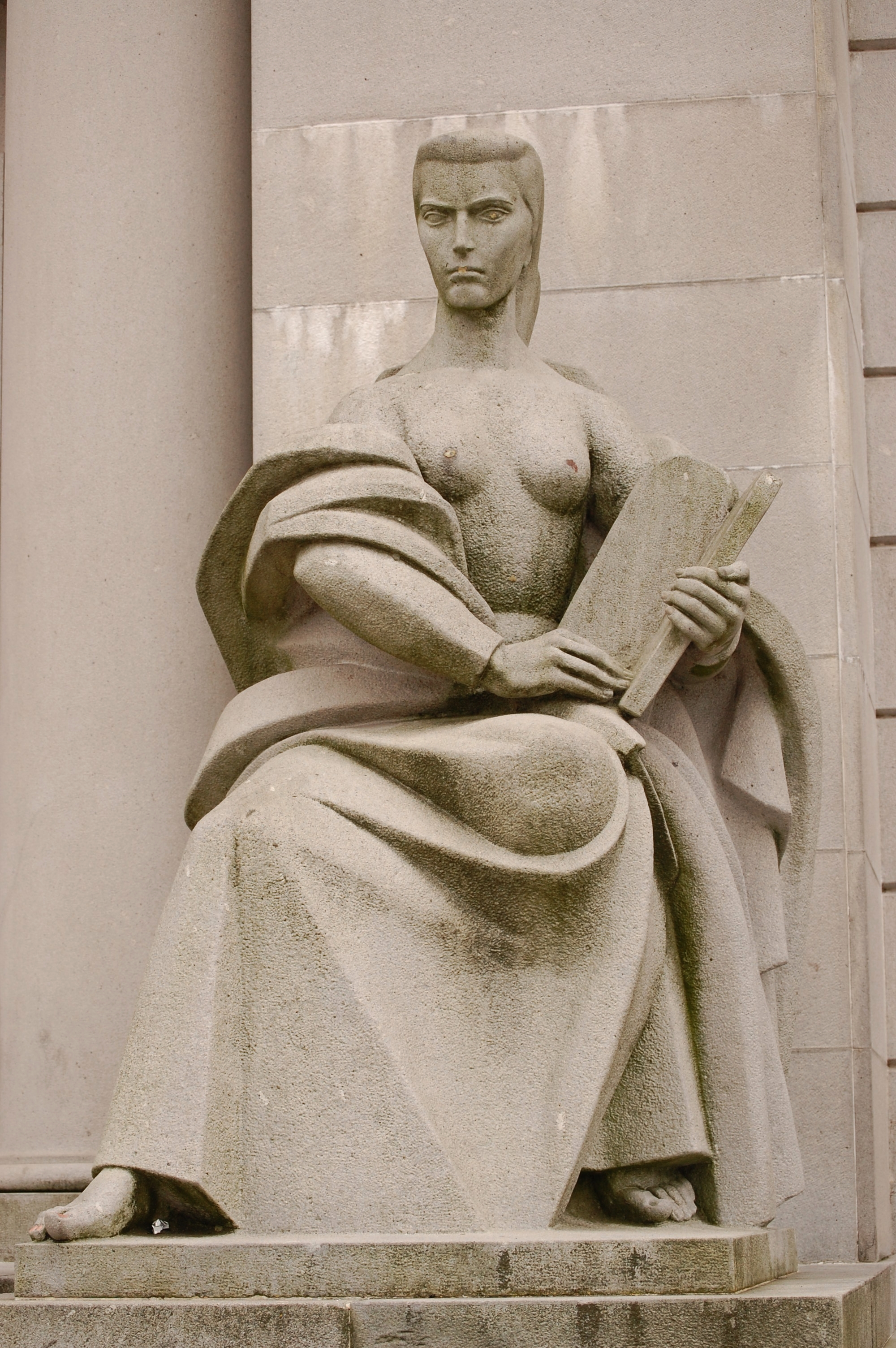
Estátua representando a Lei no exterior do Palácio de Justiça de Guimarães

O Direito de Portugal faz parte da mesma família do sistema jurídico continental. Até finais do século XIX, o direito francês foi a sua principal influência. Desde então, o direito alemão tem assumido esse papel.

## História
O que viria a ser o direito português tem as suas raízes históricas no direito que vigorava na região do Extremo Ocidente da Europa que viria a tornar-se Portugal. Este incluía o direito consuetudinário dos povos indo-europeus e celtas que originalmente habitavam aquela área (incluindo os Lusitanos e os Galaicos), o direito romano introduzido após a anexação da região pelo Império Romano, o direito germânico introduzido pelos invasores Godos  (incluindo os Visigodos e os Suevos) e o direito canónico aplicado após a adoção do Cristianismo e a influência crescente da Igreja.

Após o estabelecimento de Portugal como reino independente em 1143, a evolução histórica do seu direito pode subdividir-se nos seguintes grandes períodos:
1. Do início da monarquia até ao reinado de D. Afonso III (séculos XII a XIII) - Uso do direito consuetudinário e foraleiro, com uma forte influência dos direitos romano, germânico e canónico;
2. Do reinado de D. Afonso III ao de D. Afonso V (séculos XIII a XV) - Direito não compilado, baseado nos direitos romano-bizantino) e canónico;
3. Do reinado de D. Afonso V ao de D. José I (séculos XV a XVIII) - Compilação das leis em ordenações, continuando o direito a ser baseado no direitos romano-bizantino e canónico;
4. Do reinado de D. José I ao estabelecimento da Monarquia Constitucional (século XVIII a 1832) - Introdução do direito natural e influência crescente do Liberalismo;
5. Monarquia Constitucional e Primeira República (1832 a 1926) - Direito fortemente influenciado pelo Liberalismo e Individualismo, com a codificação das leis;
6. Segunda República / Estado Novo (1926 a 1974) - Direito fortemente influenciado pelo Corporativismo;
7. Terceira República (desde 1974) - Direito influenciado pelo Socialismo, mais tarde passando a sofrer a influência crescente do Neoliberalismo e do direito comunitário.[1]

### Ordenações
Antes da aprovação do primeiro Código Civil em 1867, Portugal tinha um antigo sistema jurídico baseado no direito romano. A legislação portuguesa foi compilada em três grandes códigos ou ordenações:
- Código Afonsino ou Ordenações Afonsinas, 1446 (formalmente em 1454 por Pedro, Duque de Coimbra);
- Código Manuelino ou Ordenações Manuelinas, 1512-1520 (por Manuel I; modificado em 1526, 1533 e 1580);
- Código Filipino ou Ordenações Filipinas, 1603.[1]

## Legislação
As principais leis incluem a Constituição (1976), o Código Civil (1966) e o Código Penal (1982). Outras leis relevantes são o Código Comercial (1888), o Código de Processo civil (1961), o Código de Processo Penal e o Código do Trabalho. O Código Administrativo perdeu a maioria da importância que tinha no passado. Todas estas leis têm sofrido revisões desde a sua publicação original.

### Hierarquia das leis
Em todos os Estados, as leis apresentam uma hierarquia (uma ordem de importância), na qual as de menor grau devem obedecer às de maior grau. Eis a hierarquia das leis em Portugal:
- Lei Constitucional
  - Revisão Constitucional
- Tratado internacional
- Lei ordinária
- Decreto-Lei
- Decreto regional
- Decreto regulamentar
- Decreto regulamentar regional
- Resolução do Conselho de Ministros
- Portaria
- Despacho
- Postura

### Processo legislativo

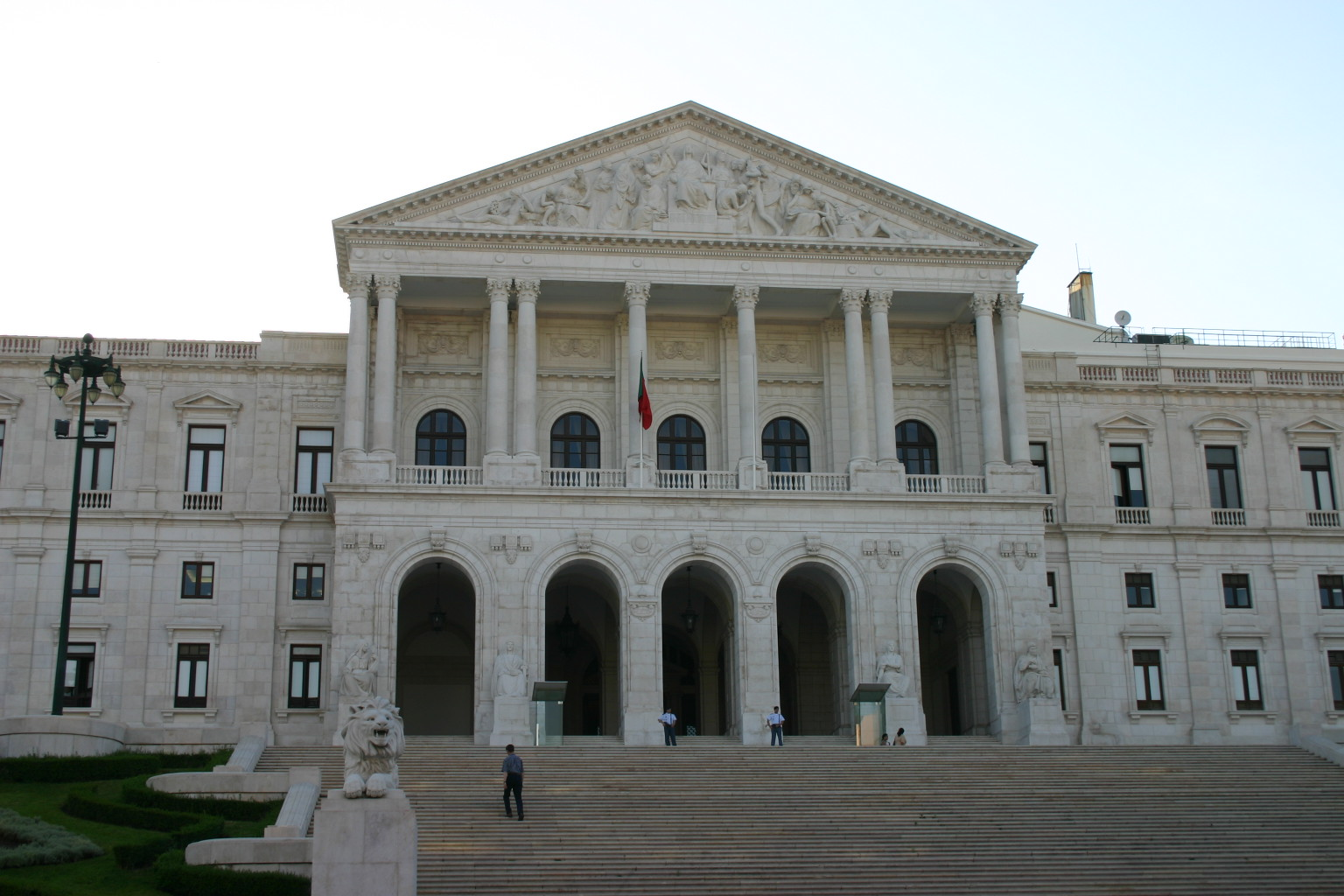
A Assembleia da República é o principal órgão legislativo de Portugal

Em Portugal, o processo legislativo cabe à Assembleia da República ou ao Governo consoante as respectivas matérias de competência legislativa. Os diplomas emanados da Assembleia da República têm a designação de Leis e os diplomas emanados do Governo têm a designação de Decretos-Lei. 
O processo legislativo em Portugal é o conjunto de etapas e procedimentos pelos quais as leis são propostas, debatidas, aprovadas e promulgadas. Esse processo envolve tanto o Poder Executivo quanto o Poder Legislativo e é regido pela Constituição Portuguesa e pelo Regimento da Assembleia da República. O Processo Legislativo Parlamentar  
Aqui estão os principais passos do atual processo legislativo em Portugal: 
- Iniciativa Legislativa: As leis podem ser propostas por diferentes entidades: o governo, os deputados da Assembleia da República, grupos parlamentares, comissões especializadas, entre outras.
- Discussão em Comissão: Após a apresentação da proposta legislativa, ela é enviada para a comissão parlamentar adequada. A comissão analisa detalhadamente o projeto, pode ouvir especialistas e cidadãos interessados, realizar emendas e propor alterações.
- Debate em Plenário: Depois de passar pela comissão, o projeto é discutido em plenário, ou seja, em sessões abertas da Assembleia da República. Durante o debate, os deputados podem apresentar emendas, discutir os pontos da proposta e votar sobre cada um deles.
- Votação: A votação é a etapa em que os deputados expressam sua opinião sobre a proposta legislativa. As votações podem ocorrer em diferentes momentos, dependendo da complexidade do projeto. A aprovação exige maioria simples dos votos.
- Promulgação e Publicação: Após a aprovação pela Assembleia da República, a lei é enviada ao Presidente da República para promulgação. O Presidente pode promulgar a lei, vetá-la ou enviar para o Tribunal Constitucional se houver dúvidas sobre sua constitucionalidade. Após a promulgação, a lei é publicada no Diário da República e entra em vigor.
- Processo de Fiscalização: Caso haja dúvidas sobre a constitucionalidade de uma lei, qualquer cidadão, o Presidente da República ou um quinto dos deputados pode submeter a lei ao Tribunal Constitucional para avaliação.
- Regulamentação: Algumas leis exigem regulamentação para definir os detalhes de sua implementação. Isso é feito pelo governo através de decretos ou regulamentos, que especificam como a lei será aplicada na prática. [3]

Vale ressaltar que a participação pública é uma parte essencial do processo legislativo em Portugal. Através de audiências públicas, consultas e petições, os cidadãos têm a oportunidade de contribuir com o debate sobre as propostas legislativas, garantindo uma maior transparência e representatividade no processo. 
Processo de Formação das Leis da Assembleia da República
Este processo inicia-se com o projecto de lei (texto apresentado pelos Deputados ou pelos Grupos Parlamentares à Assembleia da República para que esta se pronuncie) ou com a proposta de lei (texto apresentado pelo Governo à Assembleia da República para que esta se pronuncie), depois de aprovado pela Assembleia da República, designa-se por Decreto e, só após promulgação pelo Presidente da República, é publicado como Lei. O texto de uma lei pode ainda ser apresentado por um grupo de cidadãos eleitores.
A promulgação é um ato pelo qual o Presidente da República atesta solenemente a existência de norma jurídica e intima à sua observação. O Presidente da República poderá não promulgar o diploma e exercer o direito de veto, que poderá ser jurídico ou político. A promulgação é uma etapa essencial no decorrer do processo legislativo, pois, só após esta, o texto torna a designação de Lei e a falta de promulgação tem como consequência a Inexistência Jurídica do Ato.
Após a promulgação, o diploma é enviado ao Governo para referenda ministerial, seguindo-se a publicação no Diário da República sob a forma de Lei, para a sua entrada em vigor.
Processo de Formação dos decretos-lei pelo Governo
Nas suas competências legislativas pode optar por uma de duas situações:
- Assinaturas sucessivas: O texto do diploma é submetido separadamente à assinatura do Primeiro-Ministro e de cada um dos ministros competentes. Uma vez obtidas as assinaturas, o diploma é enviado ao Presidente da República para promulgação.
- Aprovação em Conselho de Ministros: O texto do respetivo Decreto-Lei é apresentado e aprovado em Conselho de Ministros, sendo depois enviado ao Presidente da República para promulgação.

Em caso de veto, o Governo pode:
- arquivar;
- alterar;
- enviar para a Assembleia da República sob a forma de Proposta de Lei.

### Vigência e revogação
Em Portugal, a obrigatoriedade da lei surge a partir da sua publicação no Diário da República, mas a sua vigência não se inicia no dia da publicação. O intervalo entre a data de sua publicação e sua entrada em vigor chama-se vacatio legis. Este intervalo pode ser definido pelo legislador, podendo ir entre 1 dia a 1 ano, ou, caso o legislador não especifique a data em que deve entrar em vigor, é aplicado o tempo supletivo, que são 5 dias. Em Portugal, as leis podem ser revogadas:
- por caducidade: a caducidade pode resultar de uma claúsula, contida na própria lei, de que esta se manterá em vigor durante determinado período de tempo ou enquanto durar determinada situação, e pode ainda resultar do desaparecimento das causas de aplicação da lei.
- por revogação: a revogação resulta de uma nova manifestação de vontade do legislador, contrária à anterior. A revogação pode ser:
  - parcial: quando só algumas disposições da lei anterior são revogadas pela lei nova;
  - total: quando todas as disposições de uma lei são atingidas, por exemplo, por modificação;
  - expressa: quando a nova lei declara que revoga uma determinada lei antiga;
  - tácita: quando resulta da incompatibilidade entre normas jurídicas da lei nova e da lei antiga.

## Aplicação e influência do direito português
A lei portuguesa foi aplicada nos antigos territórios ultramarinos de Portugal, e continuam a ser a principal influência para esses países e territórios. São eles: Angola, Cabo Verde, Goa (integrada na Índia), Guiné-Bissau, Macau (integrada na República Popular da China), Moçambique, São Tomé e Príncipe e Timor-Leste.  Em menor escala que nos casos anteriores, a lei portuguesa também mantém alguma influência sobre a lei do Brasil.    
A influência do direito português nas ex-colônias e em outras nações que tiveram contato com Portugal é significativa e abrange várias áreas do sistema jurídico, da organização política e das tradições legais. Isso ocorreu devido ao longo período de colonização, exploração e interação entre Portugal e suas ex-colônias, bem como ao papel de Portugal como pioneiro na exploração e expansão global. Muitas ex-colônias de Portugal herdaram parte do sistema legal português. Isso pode incluir elementos do Código Civil, procedimentos judiciais e conceitos legais que foram introduzidos durante a colonização. Muitas ex-colônias adotaram estruturas legais de propriedade e posse de terras que refletem as influências portuguesas. As Ordenações Filipinas, por exemplo, tiveram um impacto duradouro na regulamentação da propriedade e nos direitos de terra em várias nações.  
Os sistemas judiciais de várias ex-colônias foram modelados em parte após o sistema judiciário português. As hierarquias e estruturas de tribunais muitas vezes refletem essas influências. Devido ao papel de Portugal como uma nação marítima e comercial durante a Era dos Descobrimentos, muitas nações influenciadas pelo império português incorporaram elementos do direito comercial e marítimo que foram desenvolvidos pelos navegadores e comerciantes portugueses. A Igreja Católica teve uma forte influência em Portugal e suas colônias. Elementos do direito canônico e eclesiástico foram incorporados às tradições legais de muitas nações que tiveram contato com o catolicismo por meio da colonização portuguesa. As Ordenações Filipinas e as reformas pombalinas tiveram influência direta nas ex-colônias, servindo como base para a legislação e regulamentação em diversas áreas. A cultura jurídica, os princípios legais e as tradições judiciais de Portugal também foram transferidos para suas colônias. Isso influenciou a maneira como as sociedades coloniais se organizaram legalmente e como as questões legais eram tratadas.  

As nações influenciadas pelo direito português incluem não apenas as ex-colônias do império português, como Brasil, Angola, Moçambique, Cabo Verde, Guiné-Bissau, São Tomé e Príncipe, Timor-Leste e outros, mas também nações que tiveram contato comercial, cultural e diplomático com Portugal ao longo dos séculos. É importante observar que, embora a influência do direito português seja evidente, muitas nações também desenvolveram suas próprias tradições jurídicas e adaptaram as influências portuguesas às suas realidades culturais, políticas e sociais.   